# 대전차포

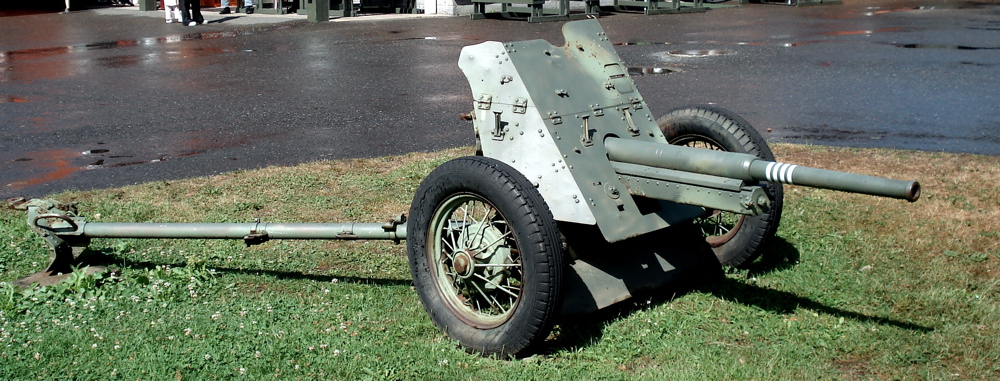
45mm M1937 대전차포의 모습 (견인포)

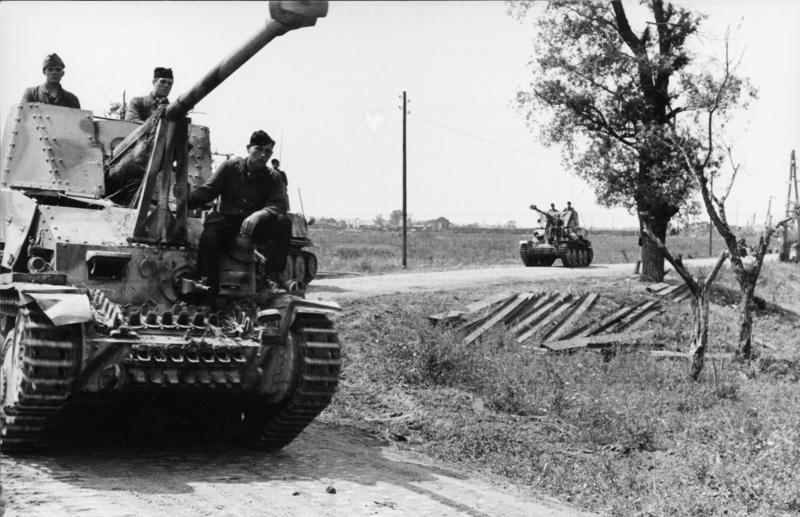
독일군의 대전차자주포 마르더 3

대전차포(對戰車砲, 영어: Anti-Tank Gun)는 대포의 일종이다. 상대방 전차(탱크) 부대 또는 기계화 부대를 상대하기 위한 특수 목적 대포이며, 일부는 장갑 전투 차량에 탑재할 수 있도록 설계되었다. 전차포와 구분되는 점은, 전차포가 탑재된 전차는 기갑 부대의 모든 주요 임무(공격, 방어)를 수행한다. 반면에 대전차포를 탑재한 전투 차량은 적의 전차와 기타 장갑차를 저지하기 위한 용도로만 활용된다.
대전차 유도 미사일(ATGM, Anti-Tank Guided Missile)은 일반적인 대전차포를 보완하는 형태로, 장거리 대전차 전투에 사용된다. 이라크 내전과 소련-아프가니스탄 전쟁에서 주로 사용되었으며, 이러한 대전차 로켓 또는 대전차 유도 미사일 무기의 개발과 보급 확대로 인해 전통적인 대전차포는 점차 비중이 축소되었다.

## 구분
- 대전차포 : 일반적인 형태의 대전차포 (견인포)
- 대전차자주포 : 스스로 움직일 수 있는 대전차포 (무한궤도 차량, 장륜 장갑차량 등에 대전차포를 탑재한 형태)

## 장단점
- 장점 : 전차에 비해 상대적으로 저렴한 비용 및 운영 인력에 대한 짧은 훈련 기간
- 단점 : 낮은 전투력과 기동력 (고정식으로 운영되는 견인포는 공격 및 방어에 특히 취약)

## 같이 보기
- 대전차자주포
- 자주포
- 돌격포
- 구축전차